# Front Range

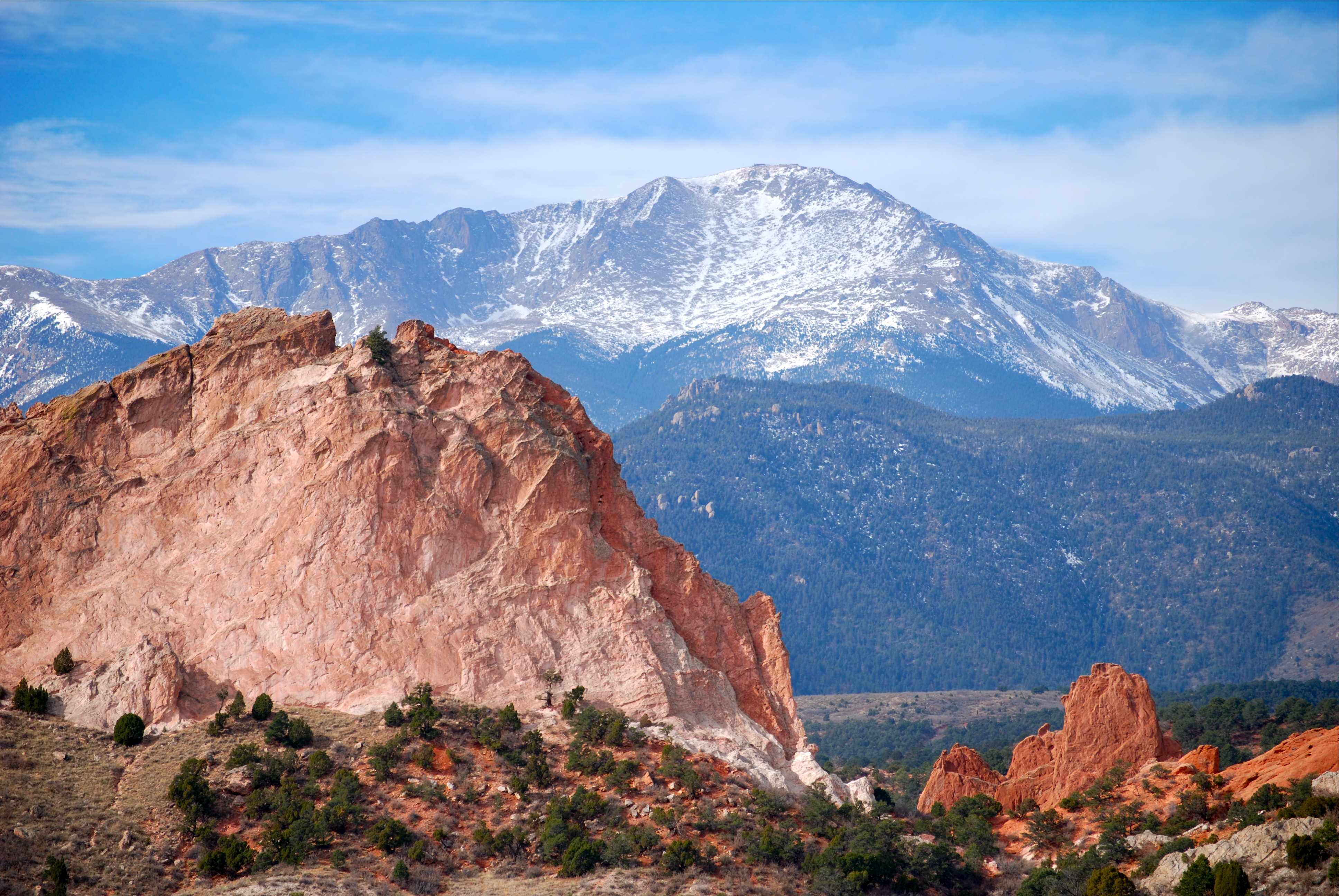
Pikes Peak

Front Range – jedno z południowych pasm górskich wchodzących w skład Gór Skalistych, w Ameryce Północnej, położone w centralnej części stanu Kolorado.

## Geografia

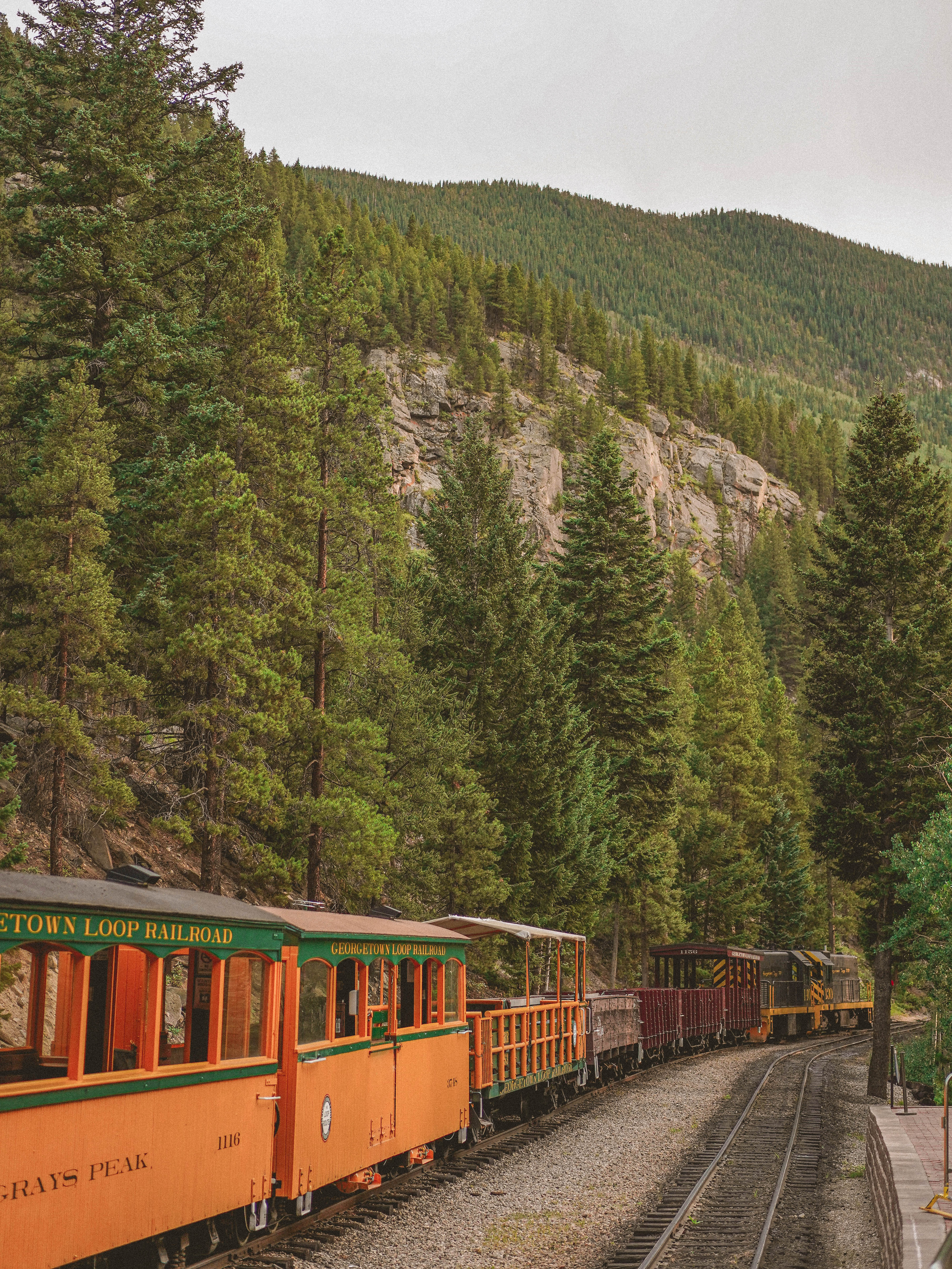
Pociąg turystyczny z Georgetown

Front Range leży w południowej części Gór Skalistych w Ameryce Północnej, w centralnej części stanu Kolorado. Jest to skrajnie wysunięte na wschód pasmo Gór Skalistych, którego strome zbocza stanowią początek Wielkich Równin. Na zachód od Front Range znajduje się Wyżyna Kolorado.
Front Range rozciąga się z północy na południowy wschód, na przestrzeni około 500 km od terenów znajdującego się w pobliżu Casper (w stanie Wyoming), do hrabstwa Fremont (w stanie Kolorado), a jego szerokość sięga od 65 do 80 kilometrów. Obejmuje góry Laramie i Medicine Bow. Pasmo Sangre de Cristo uznawane jest zazwyczaj za południowe przedłużenie.
Leżąc w dużej mierze na obszarach chronionych, Front Range stanowi cały Park Narodowy Gór Skalistych, a także w jego skład wchodzą częściowo lasy państwowe Pike, Arapaho, Routt, Roosevelt i Medicine Bow. Pasmo znane jest z różnorodności minerałów (zbudowane jest głównie z gnejsów, łupków i granitów) i rekreacyjnego charakteru, oraz służy jako region źródłowy dla głównych strumieni rzek Cache la Poudre i Kolorado.
Na wschód od pasma górskiego powstał tzw. korytarz miejski Front Range, zaludniony region, który korzysta z łagodzącego pogodę efektu gór Front Range. Wysokie grzbiety Front Range zatrzymują zimą napływ zimnego powietrza, a latem blokują gwałtowne opady. W skład tego korytarza wchodzą m.in. obszar metropolitalny Denver, Boulder, Fort Collins i Colorado Springs.

### Podział
Pasmo Front Range dzieli się na następujące części:
- Northern Front Range (najwyższy szczyt: Mount Richthofen, 3944 m n.p.m.[9])
- Rocky Mountain National Park Area (Longs Peak, 4345 m n.p.m.[10])
- Central Front Range (Grays Peak, 4349 m n.p.m.[11])
- South Park Hills (Waugh Mountain, 3569 m n.p.m.[12])
- Rampart Range (Pikes Peak, 4301 m n.p.m.[13])

## Najwyższe szczyty Front Range
- Grays Peak – 4350 m n.p.m.
- Torreys Peak – 4349 m n.p.m.
- Mount Blue Sky[14] – 4348 m n.p.m.
- Longs Peak – 4346 m n.p.m.
- Pikes Peak – 4302 m n.p.m.
- Mount Bierstadt – 4287 m n.p.m.
- Mount Silverheels – 4215 m n.p.m.[15]